# 七重奏曲 (ストラヴィンスキー)

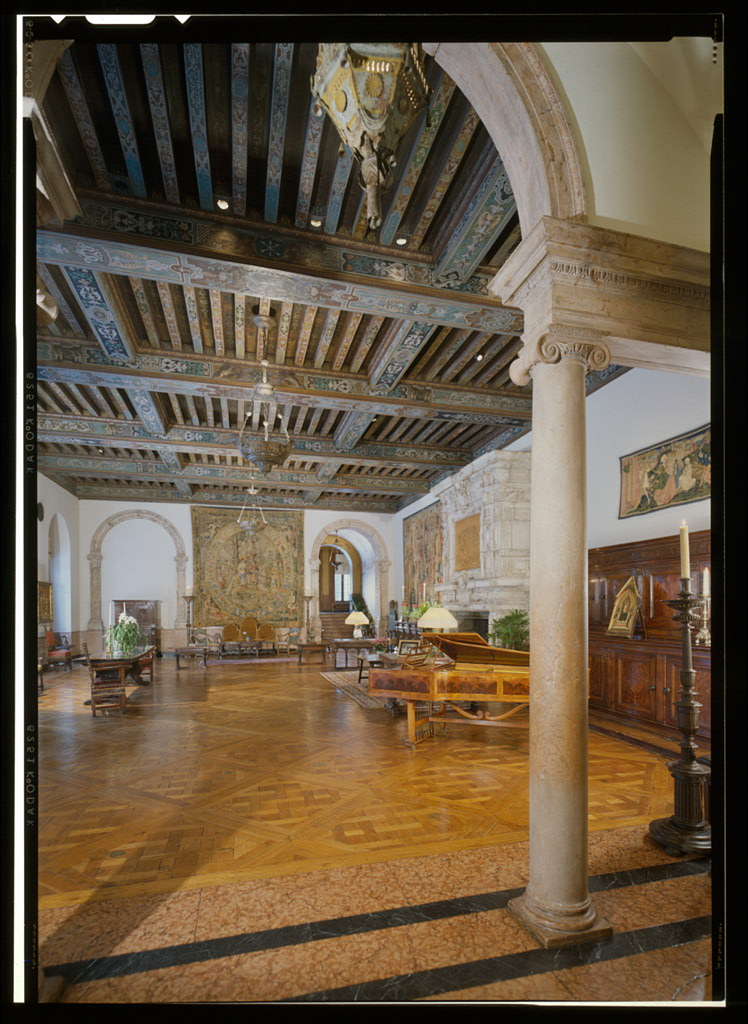
ダンバートン・オークスの音楽室

七重奏曲（しちじゅうそうきょく、Septet）は、イーゴリ・ストラヴィンスキーが1952年から1953年にかけて作曲した室内楽曲。ストラヴィンスキーのアメリカ時代の作品で、セリエル音楽の技法を使用した作品としては『カンタータ』（1952年）に続く第2作。

## 作曲の経緯
ワシントンD.C.にあるダンバートン・オークスから委嘱されて、1952年7月から翌年2月までかけて作曲され、同研究所に献呈された。
ダンバートン・オークスはもとロバート・ウッズ・ブリス夫妻の邸宅で、夫妻の依頼によって『協奏曲「ダンバートン・オークス」』（1938年）や『交響曲ハ調』（1940年）が書かれた。1940年以降、ダンバートン・オークスはハーバード大学に寄贈され、その研究機関になっていた。
1953年にブージー・アンド・ホークス社から出版された。

## 初演
1954年1月23日にダンバートン・オークスでストラヴィンスキー自身が指揮して行われた。

## 編成
クラリネット（A管）、ホルン、ファゴット、ピアノ（またはハープシコード）、ヴァイオリン、ヴィオラ、チェロ

## 構成
2楽章あるいは3楽章からなる。第3楽章に当たる部分は実際には楽章の表記がなく、第2楽章の延長とも捉えられる。
- 第1楽章　ソナタ形式による。
- 第2楽章「パッサカリア」　主題と9つの変奏からなる。
- 第3楽章「ジーグ」　第2楽章の主題に基づくフーガ。

演奏時間は約12分。
すべての楽章で対位法的な書法が目立つ。第1楽章はフーガを含んでいるが音列的ではなく、新古典主義音楽に近い。緩徐楽章にあたるパッサカリアの主題は8つの異なる音からなる16個の音符からなり、変奏では主題の反行、逆行、反逆行を組み合わせている。ジーグはパッサカリアの主題を使いつつ複雑な二重フーガをなす。